# On a retrouvé la septième compagnie
Pour les articles homonymes, voir 7e compagnie.
Série La Septième Compagnie
Mais où est donc passée la septième compagnie ?
(1973) La Septième Compagnie au clair de lune
(1977)
Pour plus de détails, voir Fiche technique et Distribution.
On a retrouvé la 7e compagnie est une comédie française réalisée par Robert Lamoureux en 1975. Il s'agit de la suite du film Mais où est donc passée la septième compagnie ?
Le film se déroule avant l'épilogue du premier film, qui montrait Tassin, Chaudard et Pithivier participant au débarquement de Normandie en juin 1944.
On y retrouve les soldats Tassin et Pithivier et le sergent-chef Chaudard comme dans le premier film, mais le rôle de Tassin est cette fois joué par Henri Guybet à la place d'Aldo Maccione.

## Synopsis
La suite des aventures du trio de la septième compagnie lors de la débâcle de juin 1940 : Tassin, Chaudard, Pithivier et Duvauchel ont libéré la Septième Compagnie avec la dépanneuse allemande qu'ils ont volée. Le quatuor repart avec la dépanneuse en éclaireurs pour la compagnie. Pendant ce temps, le colonel Blanchet, désormais seul sans le reste du commandement (qui a été capturé à la fin du film précédent) va dynamiter un pont près du moulin de la teigneuse mère Crouzy. Malheureusement, le pont explose au moment du passage de la dépanneuse du quatuor, ce qui les immobilise. Puis Blanchet fait sauter le camp allemand à proximité. La Septième Compagnie est de nouveau capturée par une autre unité allemande. 
Immobilisés par l'explosion, les quatre soldats doivent s'organiser tant bien que mal pour repartir. Mais Duvauchel est capturé par les Allemands sous le regard impuissant de Tassin, Chaudard et Pithivier dans la rivière qu'ils traversaient à la nage pour récupérer des pièces prévues pour la réparation du véhicule. Emportés par le courant pour échapper à l'ennemi, nos trois héros Tassin, Chaudard et Pithivier sont recueillis en caleçon par la mère Crouzy qui leur fournit des uniformes d'officiers français abandonnés par leurs détenteurs pendant la débâcle.
Nos trois héros se font arrêter à nouveau et sont conduits dans un château où une grande partie de l'état-major français est détenue. Les trois bidasses, devenus officiers malgré eux, sont vus comme des héros par les autres officiers qui espèrent pouvoir s'évader grâce à eux. Entre-temps, Pithivier et Tassin sont chargés par les allemands d'aller chercher trois vaches dans une ferme française pour nourrir les officiers français. Si la tâche échoue lamentablement, la sœur de la fermière donne le plan des souterrains du château pour venir passer la soirée avec elle. Cependant, les bidasses utilisent les souterrains pour faire évader tous les officiers pendant que leur supérieur, le capitaine Dumont, joue aux échecs avec l'officier allemand. Mais, malencontreusement, à cause d'une maladresse de Tassin qui referme la porte derrière eux à la sortie des souterrains, le sol de la forêt s'écroule avec des arbres et bloque la sortie, obligeant les officiers à rebrousser chemin dans les galeries communiquant avec le château. Quant aux trois soldats, ils se retrouvent enfin libres et volent une moto allemande. Mais quelques minutes plus tard, ils sont victimes d'une explosion de pont par Blanchet et se retrouvent à l'hôpital. 
Rétablis, ils tentent de s’évader de l'hôpital en vain, et sont envoyés réparer la ligne de chemin de fer que Blanchet avait fait sauter plus tôt. Les trois tocards s'évadent à nouveau en train malgré la réticence de Pithivier. Ils se retrouvent malgré eux aux commandes du train. Tassin parvient à décrocher les wagons arrières pour éviter d'être capturés par les soldats allemands présents dans le train. Mais à la suite d'une maladresse de Pithivier, les wagons arrières du train rattrapent progressivement la locomotive. Heureusement, Blanchet fait sauter le viaduc ferroviaire et les wagons avec. Sauvés, nos trois héros retrouvent à nouveau par hasard la septième compagnie qu'ils comptent à nouveau faire évader, sous l'œil médusé de leur supérieur le capitaine Dumont qui ne comprend pas comment font ces trois tocards pour s'évader...

## Fiche technique
- Réalisation : Robert Lamoureux
- Scénario : Jean-Marie Poiré, Robert Lamoureux
- Dialogues : Jean-Marie Poiré, Robert Lamoureux
- Musique : Henri Bourtayre
- Photographie : Marcel Grignon
- Décors : Pierre Cadiou
- Montage : Gérard Pollicand
- Coordinateur des cascades : Claude Carliez
- Cascades exécutées par Michel Berreur, Daniel Breton, Marcel Gallon, Gérard Moison et Lionel Vitrant
- Effets spéciaux : Jacques Martin
- Producteur délégué : Alain Poiré
- Langue : français
- Durée : 87 minutes
- Genre : comédie
- Date de sortie[1] :
  -  France : 10 décembre 1975

## Distribution
- Jean Lefebvre : le soldat Pithivier
- Pierre Mondy : le sergent-chef Chaudard
- Henri Guybet : le soldat Tassin
- Pierre Tornade : le capitaine Dumont
- Bernard Dhéran : le colonel Voisin
- Jacques Monod : le général Panadon
- René Bouloc : le soldat prisonnier qui s'indigne parce que les officiers ont des patates
- Robert Dalban : le colonel Bricard
- Jean Rougerie : le général allemand joueur d'échecs
- Érik Colin : le lieutenant Duvauchel
- Robert Lamoureux : le colonel Blanchet
- Hubert Deschamps : le pharmacien
- Nadia Barentin : la fille folle des soldats
- François Cadet : Bolatin
- Bernard Charlan : le lieutenant Piquet
- Paul Bisciglia : Claumachet, sous-officier de la 7e compagnie
- Suzanne Grey : la femme qui refuse de céder ses vaches
- Bernard Lajarrige : l'artificier
- Paul Mercey : l'homme qui doit réparer la roue du moulin
- Michel Modo : le soldat allemand (« Groupir ! »)
- Jackie Sardou (sous le nom de Jackie Rollin) : la mère Crouzy
- Robert Rollis : Cornebu
- Alexandre Grecq : le pilote du side-car
- Maurice Travail : le commandant Blin
- Marcel Gassouk :
- Jean-Pierre Zola : le sous-officier allemand qui tente de loger Chaudard, Pithivier et Tassin pour la nuit
- Jean-Jacques Moreau : l'officier allemand qui s'aperçoit de l'évasion (« Château vieux »)
- Gerd Ammann : l'adjudant Fridem
- Herbert Fiala : l'officier du convoi
- Franz Sauer : Von Stroheim

## Production

### Tournage
Le film a été tourné, en partie, au château de Vigny (Val-d'Oise). D'autres scènes ont été tournées à Jouy-le-Moutier, dans les environs de Gasny pour les scènes de la rivière, au fort de Cormeilles-en-Parisis pour les scènes des souterrains, et dans les environs de Santenoge pour les scènes du train, ainsi qu'à Sagy et à Bray-et-Lû (scène où la Wehrmacht traverse un village)

## Accueil

### Box-office
Comme le premier film, On a retrouvé la septième compagnie est troisième au box-office français pour l'année 1975 avec 3 740 209 entrées.

## Autour du film
- Le film débute lors de l’échappée des membres de la 7e compagnie dans la forêt, dans la continuité du premier film. Or le premier opus s'achevait par un épilogue se déroulant lors du débarquement de Normandie en juin 1944, au cours duquel Chaudard, Pithivier et Tassin étaient parachutés par le lieutenant Duvauchel. Ce deuxième film n'est donc pas une suite mais une « midquel » (« intra-aventure ») insérée entre les deux dernières scènes du premier. Le troisième film, La Septième Compagnie au clair de lune raconte d'ailleurs comment les trois personnages se retrouvent malgré eux dans la Résistance et se voient contraints de rejoindre l'Angleterre, ce qui explique l'épilogue du premier film, même si Duvauchel n'est pas avec eux à ce moment-là. De même, ce dernier se fait capturer par les allemands dans ce second volet. L'histoire suggère alors qu'il parviendra à s'évader pour rejoindre la Résistance à son tour.
- Aldo Maccione ayant eu, lors du premier film, une forte mésentente avec Robert Lamoureux et Jean Lefebvre [3] et sa demande d'augmentation de cachet lui ayant été refusée par la production, il ne reprit pas le rôle de Tassin. Il fut remplacé par Henri Guybet qui obtint ainsi son premier rôle important. Contrairement à son prédécesseur, Guybet s'entendit à merveille avec Lamoureux et Lefebvre.
- Le film commençant par un résumé du premier opus, Robert Lamoureux, qui commente ce résumé, a dû faire refaire certaines prises du premier volet qui contenaient Aldo Maccione afin qu'elles fussent jouées par son successeur Henri Guybet. Par ailleurs, on peut observer quelques modifications par rapport à la version avec Aldo Maccione : tandis que Duvauchel fait avancer les soldats allemands avec la dépanneuse, Chaudard, Pithivier et Tassin font toujours signe aux prisonniers de prendre la fuite en coupant à travers la forêt sauf que, cette fois-ci, ils leur disent tout haut « Allez-y, fuyez !... » alors qu'à la fin du premier film, ils restaient silencieux. De plus, lorsque le capitaine Dumont se retourne, il prend aussi la fuite sur les conseils des trois camarades alors que, dans le premier opus, il l'avait prise en découvrant que la septième compagnie n'était plus derrière lui, disant même « Mais où est donc passée la septième compagnie ? » (d'où le titre du premier film). De même, cette version retournée fait figurer deux nouveaux personnages (Bolatin et le lieutenant Piquet), membres de la septième compagnie, qui n'apparaissaient pas à la fin du premier film.
- Une discrète allusion aux camps d'extermination est faite lorsque Chaudard, raillant la "fameuse organisation allemande", demande au sous-officier chargé de leur trouver une place au château s'il est vrai que l'état allemand organise des camps de vacances pour les jeunes, ironisant sur le fait "qu'ils ne doivent pas en ramener beaucoup aux parents à la fin de l'été".
- Pour les besoins de la scène dans la rivière, Robert Lamoureux n'a pas pu reconstituer la scène en studio et pour tourner en plein hiver dans les eaux glacées de l'Epte, il fit mettre des câbles sous l'eau pour que les trois compères s'y attachent et puissent avancer.
- Le passage secret derrière la tapisserie emprunté par les protagonistes pour sortir du château n'existe pas.
- Dans le film, on peut observer que les soldats français de 1940 portent des chemises jaunes sable à col pointu. Or ce modèle de chemise n'est apparu qu'à partir de 1947. Il était porté par les soldats de la guerre d'Algérie (1954 à 1962).
- La locomotive à vapeur, visible à la fin du film en attente avant la réparation de la voie, est la 140-C-38 de la série de locomotives 140-101 à 370 État ou 140 C SNCF, une des dernières locomotives à vapeur en service à l'époque en France pour le compte de la CFTA de Gray, utilisée pour le film et qui fut ainsi sauvée de la destruction. Elle est propriété du Chemin de Fer Touristique Limousin-Périgord qui a achevé sa remise en état fin 2013 et l'utilise pour des trains spéciaux depuis 2014.
- Le montage du film comporte une petite erreur : lorsque Tassin décroche le tender de la suite du convoi, il se retrouve adossé au premier wagon mais avançant moins vite. Un des plans monté à l'envers montre que le train recule au lieu d'avancer.

### Trilogie
Ce film fait partie d'une trilogie.